# Шевченківська пожежна частина
Шевченківська пожежна частина — частково втрачена історична будівля пожежної частини початку XX століття в центрі Харкова, зведена у 1913 році для забезпечення пожежної безпеки Нагірного району. Містилася на сучасній вулиці Олеся Гончара, яка раніше мала назву на честь Тараса Шевченка.

## Історія

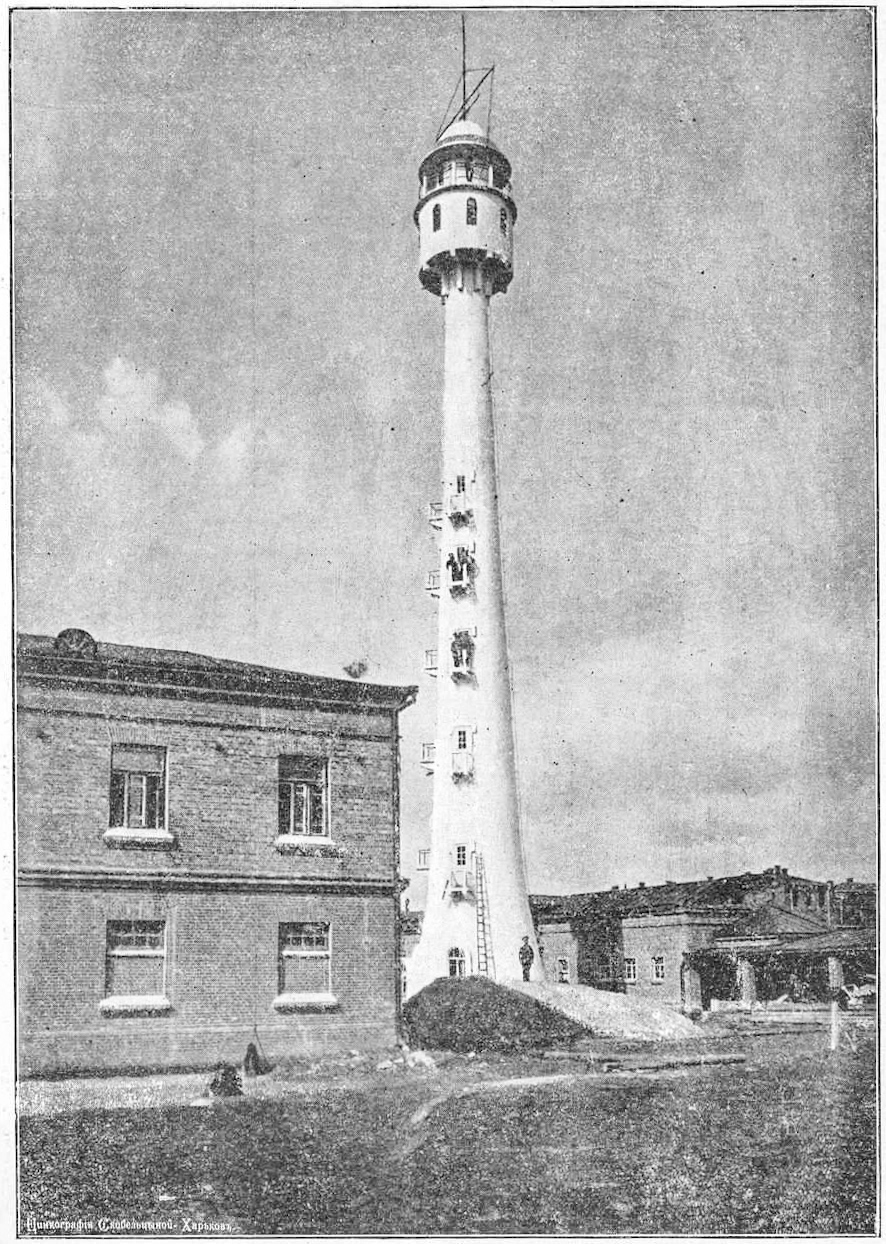
Каланча висотою 34 метри

На початку XX століття Нагірний район Харкова активно розвивався та щільно забудовувався новими приватними та багатоповерховими будівлями, однак тривалий час залишався без власної пожежної частини. Найближча розташовувалася на Миколаївській площі (нині майдан Конституції). У 1910-х роках міська влада вирішила створити нову пожежну станцію для цього району. Для неї обране місце поблизу очної лікарні Л. Л. Гіршмана, на новоствореній до 50-річчя від смерті поета вулиці Шевченка. Через заперечення лікаря, який остерігався шуму та бруду поруч із медичним закладом, частину планували перемістити на інше місце, але від ідеї відмовилися.
У 1914 році на перетині сучасних вулиць Чернишевської, Олеся Гончара і Алчевських завершено зведення нової пожежної частини. Вона отримала назву Шевченківська, відповідно до тодішньої назви вулиці. Комплекс містив будівлю частини та кам'яну каланчу заввишки близько 34 метрів. Однак уже тоді каланчі в пожежних частинах перетворювалися на символічний атрибут, а не важливий складник. Разом з аналогічним об'єктом на вулиці Петінській (нині — Георгія Тарасенка), вартість будівництва становила 180 000 рублів. 8 червня 1914 року відбулося урочисте відкриття та освячення частини за участі представників місцевої влади, громадських організацій та пожежних підрозділів міста. Під час заходу проводилися паради, промови й символічне освячення споруди.
1 липня того ж року влаштовано публічне випробування нового пожежного автомобіля з помповою системою «Бюссінг», який продемонстрував значно кращі показники порівняно з паровими машинами. Автомобіль, доставлений фірмою «Герліх і Гольберг», забезпечував подачу води на висоту до 47 метрів при тиску в 16 атмосфер і був визнаний придатним для експлуатації після багатогодинної безперервної роботи.
У 1930-х роках каланчу Шевченківської пожежної частини демонтували, а головну будівлю реконструювали та надбудували. Згодом у приміщенні розмістився інститут цивільного захисту. Від первісної архітектури збереглися лише окремі елементи, зокрема форма вікон на нижніх поверхах. Протягом XX століття вулиця, на якій розташована частина, кілька разів змінювала назву: з вулиці Тараса Шевченка на вулицю Правди, а згодом — на сучасну назву, вулиця Олеся Гончара. Схожий за архітектурою пожежний пункт, зведений за тим самим проєктом на Петінській вулиці (нині Георгія Тарасенка), зберігся частково. Його будівля зазнала руйнувань у другій половині XX століття, однак фасад на вулиці Добровольців залишився без змін.